# 御来光の滝
御来光の滝（ごらいこうのたき）は、愛媛県上浮穴郡久万高原町にある滝。

## 概要
仁淀川の最源流部面河渓にあり、霊峰石鎚山のほぼ直下から流れ落ちる神秘的な滝で、落差は102mほどある日本の滝百選にも選ばれている名瀑である。
石鎚スカイラインの途中にある長尾尾根展望所から遠望することができる。また、滝を直接見るためには、長尾尾根展望所から急激な斜面を下り、谷沿いや崖沿いのアップダウンの多い登山道を片道3時間近く歩いて行くことができる。滝は南向きで明るく、晴れた日の午前中には滝に架かる虹を見ることができる。
なお、登山道の途中には危険な箇所もあり、道に迷いやすい場所もあるので、注意が必要である。

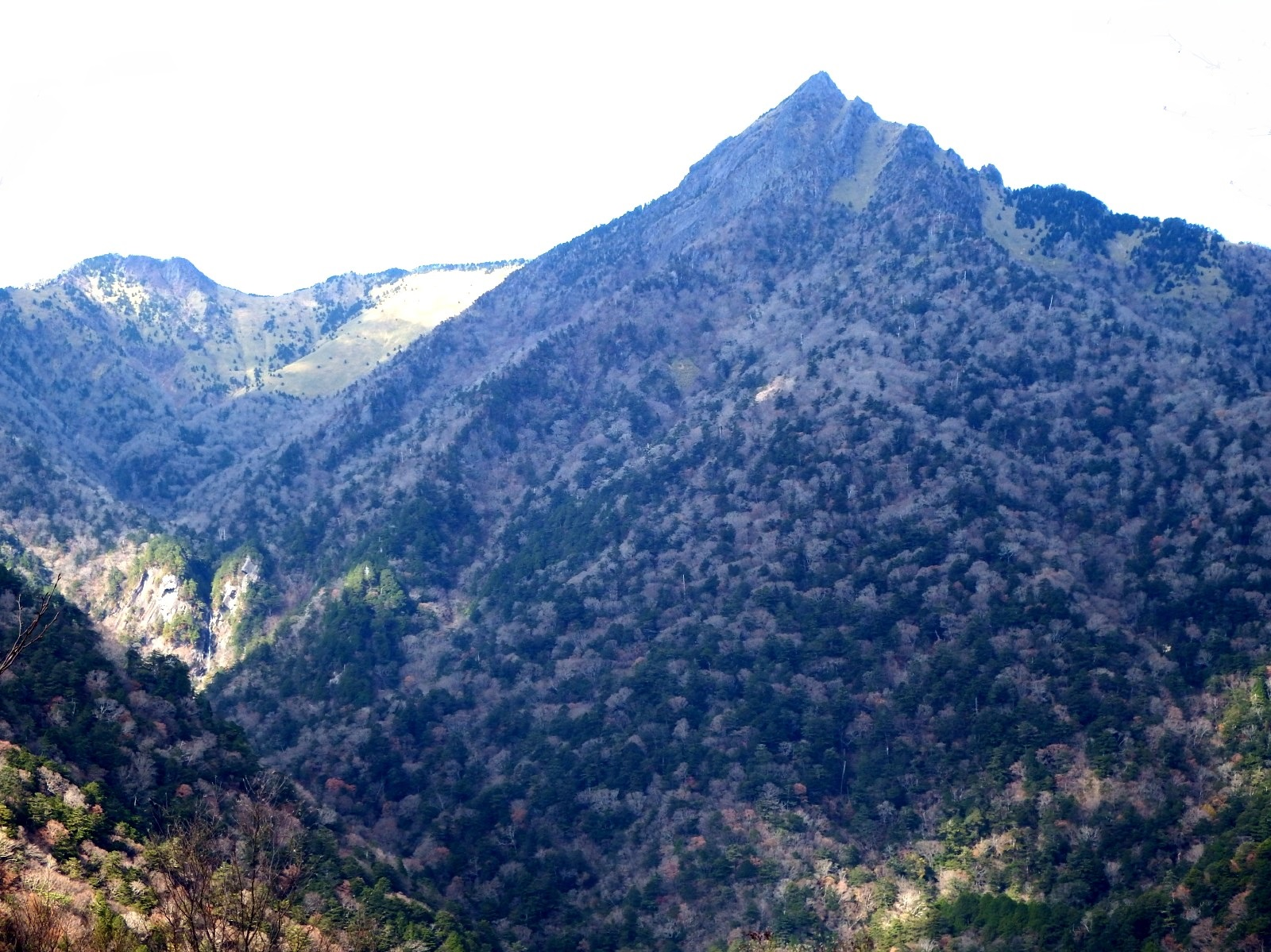
石鎚山の向かって左下に